# کارلوس رسینوس
کارلوس رسینوس (اسپانیایی: Carlos Recinos‎؛ زادهٔ ۳۰ ژوئن ۱۹۵۰) بازیکن و مربی فوتبال اهل السالوادور بود.
از باشگاه‌هایی که در آن بازی کرده‌است می‌توان به باشگاه فوتبال فاس و باشگاه فوتبال آلیانسا اشاره کرد.
وی همچنین در تیم ملی فوتبال السالوادور بازی کرده‌است.